# チトセカズラ
チトセカズラ（千歳葛、学名: Gardneria multiflora）は、マチン科ホウライカズラ属の常緑つる植物。樹木などにからみつく木本。

## 近縁種
ホウライカズラ Gardneria nutans
花冠が白色。